# Dusona okadai
Dusona okadai är en stekelart som först beskrevs av Tohru Uchida 1942.  Dusona okadai ingår i släktet Dusona och familjen brokparasitsteklar. Inga underarter finns listade i Catalogue of Life.